# クラリネット・サミット
クラリネット・サミット（Clarinet Summit）は、1979年にプロデューサーのヨアキム・エルンスト・ベレントによって組織されたプロジェクトであった。
1979年のコンサートは、MPSレコードから『You Better Fly Away』としてリリースされた。ジョン・カーター、ペリー・ロビンソン、ジャンルイージ・トロヴェシ、ベルント・コンラッド、テオ・ユルゲンスマン、エルンスト・ルートヴィヒ・ペトロフスキー、ディディエ・ロックウッド、スタン・トレイシー、エイエ・テリン、カイ・カンタック、ジャン・フランソワ・ジェニー・クラーク、ギュンター・ソマー、アルド・ロマーノが参加している。
その後、ジョン・カーターがクラリネット・サミットと呼ばれるグループを結成した。1984年のコンサートが『Clarinet Summit』と『Clarinet Summit, Vol. 2』（両方ともIndia Navigationから）とに分割してリリースされ、アルバム『In Concert At The Public Theater』として一緒に再発された。カーター、アルヴィン・バティステ、デヴィッド・マレイ、ジミー・ハミルトンをフィーチャーしている。
1987年に、アルバム『Southern Bells』が、同じカルテットをフィーチャーしてBlack Saintからリリースされた。
2015年以降、「クラリネット・サミット1979」の元メンバーの一部が、再びクラリネット・サミットとして活動している。グループのメンバーは、ペリー・ロビンソン、テオ・ユルゲンスマン、ジャンルイージ・トロヴェシ、ベルント・コンラッド、アルブレヒト・モーラー、セバスチャン・グラムス、ギュンター・ソマーである 。
2017年、このフォーメーションは『Clarinet Summit』というタイトルのライブCDをリリースした。

## ディスコグラフィ

### アルバム
- You Better Fly Away (1980年、MPS Records) ※クラリネット・サミット・ライブ名義
- In Concert At The Public Theater (1984年、India Navigation)
- In Concert At The Public Theater Vol.II (1985年、India Navigation)
- Southern Bells (1987年、Black Saint)
- Clarinet Summit (2017年、Jazzwerkstatt) ※参加メンバー連名名義